# Comte de Kincardine
Comte de Kincardine (Earl of Kincardine) est un titre de la pairie d'Écosse créé en 1647 pour Edward Bruce transmis dans la maison de Bruce. En 1747, Charles Bruce, 9e comte de Kincardine hérita du titre de comte d'Elgin, joignant dès lors les deux titres.

## Liste des comtes de Kincardine
- 1647-1662 : Charles Bruce, 1er comte de Kincardine (mort en 1662) ;
- 1662-1681 : Alexander Bruce, 2e comte de Kincardine (1629-1681) ;
- 1681-1705 : Alexander Bruce, 3e comte de Kincardine (1666-1705) ;
- 1705-1706 : Alexander Bruce, 4e comte de Kincardine (mort en 1706) ;
- 1706-1718 : Robert Bruce (ja), 5e comte de Kincardine (mort en 1718) ;
- 1718-1721 : Alexander Bruce (ja), 6e comte de Kincardine (1662–1721) ;
- 1721-1740 : Thomas Bruce (ja), 7e comte de Kincardine (1663–1740) ;
- 1740-1740 : William Bruce, 8e comte de Kincardine (mort en 1740) ;
- 1740-1771 : Charles Bruce, 9e comte de Kincardine, 5e comte d'Elgin (1732-1771) ;
- 1771-1771 : William Bruce (ja), 10e comte de Kincardine, 6e comte d'Elgin (1732-1771) ;
- 1771-1841 : Thomas Bruce, 11e comte de Kincardine, 7e comte d'Elgin, (1766-1841) rendu célèbre par les marbres du Parthénon ;
- 1841-1863 : James Bruce, 12e comte de Kincardine, 8e comte d'Elgin (1811-1863) connu pour avoir ordonné la destruction du Palais d'été près de Pékin ;
- 1863-1917 : Victor Bruce, 13e comte de Kincardine, 9e comte d'Elgin (1849-1917) ;
- 1917-1968 : Edward Bruce (en), 14e comte de Kincardine, 10e comte d'Elgin (1881-1968) ;
- depuis 1968 : Andrew Bruce (en), 15e comte de Kincardine, 11e comte d'Elgin (né en 1924) ;